# 尼古拉斯·豪
尼古拉斯·豪（英語：Nicholas Howe，20世纪—），英国男子赛艇运动员。他曾代表英国参加世界赛艇锦标赛，获得二枚金牌、一枚银牌和一枚铜牌，均来自轻量级项目。